# Stephen Williams
 Der er flere personer med dette navn, se Stephen Williams (cykelrytter).
Stephen Williams er en canadisk instruktør af film og tv-serier, der bl.a. har arbejdet på adskillige Lost-afsnit.